# Delaware Blue Coats
Delaware Blue Coats – zawodowy zespół koszykarski, z siedzibą w mieście Wilmington, (Delaware). Drużyna jest członkiem ligi D-League. Klub powstał w 2007, jako Utah Flash, w mieście Orem (stan Utah). Swoje mecze rozgrywał w hali McKay Events Center do 2011, kiedy to jego działalność została zawieszona.
Największym sukcesem zespołu było dotarcie do finałów D-League w 2009. Drużyna Flash przegrała wtedy 0–2 z Colorado 14ers.
W 2013 klub został sprzedany, reaktywowany i przeniesiony do Newark, w stanie Delaware. Swoje spotkania rozgrywał w Bob Carpenter Center. W 2018 zespół został ponownie przeniesiony, tym razem do Wilmington, gdzie występuje w 76ers Fieldhouse, pod nowa nazwą Delaware Blue Coats.

## Powiązania z zespołami NBA
- Philadelphia 76ers (od 2013)
- Utah Jazz (2007–2011)
- Boston Celtics (2007–2009)
- Atlanta Hawks (2009–2011)

## Wyniki sezon po sezonie
| Utah Flash             |                        |                        |     |     |    | |
| 2007–2008              | Zachodnia              | 3                      | 24  | 26  | 48 | |
| 2008–2009              | Zachodnia              | 1                      | 32  | 18  | 64 | Wygrana – Runda I (Bakersfield) 94-81 Wygrana – Półfinały (Dakota) 103-93 Przegrana – Finały D-League (Colorado) 2-0 |
| 2009–2010              | Zachodnia              | 4                      | 28  | 22  | 56 | Przegrana – Runda I (Iowa) 2-1                                                                                       |
| 2010–2011              | Zachodnia              | 5                      | 28  | 22  | 56 | Wygrana – Runda I (Iowa) 2-1                                                                                         |
| Delaware 87ers         |                        |                        |     |     |    | |
| 2013–2014              | Wschodnia              | 6                      | 12  | 38  | 24 | |
| 2014–2015              | Atlantycka             | 4                      | 20  | 30  | 40 | |
| 2015–2016              | Atlantycka             | 4                      | 21  | 29  | 42 | |
| 2016–2017              | Atlantycka             | 2                      | 26  | 24  | 52 | |
| 2017–2018              | Południowo-wschodnia   | 4                      | 16  | 34  | 32 | |
| Delaware Blue Coats    |                        |                        |     |     |    | |
| Suma – Sezon regularny | Suma – Sezon regularny | Suma – Sezon regularny | 207 | 243 | 46 | 2007–2018 |
| Suma – Play-off        | Suma – Play-off        | Suma – Play-off        | 4   | 6   | 40 | 2007–2018 |

## Nagrody i wyróżnienia
| Impact Player Of The Year | Sportsmanship Award |
| ------------------------- | ------------------- |
| Morris Almond (2008)      | Andre Ingram (2010) |

II skład D-League
- Orien Greene (2011)
- Shawn Long (2017)
- Christian Wood (2018)

III skład D-League
- Morris Almond (2008)
- Ronald Dupree (2009)
- Dontell Jefferson (2009)
- Sean Kilpatrick (2016)

All-D-League Honorable Mention Team
- Orien Greene (2010)
- Bennet Davis (2010)
- Ronald Dupree (2011)
- Brandon Costner (2011)

I skład defensywny D-League
- Orien Greene (2011)
- Tony Gaffney (2011)
- Norvel Pelle (2019)

II skład defensywny D-League
- Ronald Dupree (2011)

Uczestnicy meczu gwiazd
- Morris Almond (2008)[8]
- Kyryło Fesenko (2008)[8]
- Ronald Dupree (2009)[9]
- Dontell Jefferson (2010)[10]
- Orien Greene (2011)[11]
- Shawn Long (2017)[12]

Zwycięzcy konkursu Shooting Stars 
- Orien Greene (2011)[13]

Zwycięzcy konkursu rzutów za 3 punkty
- Andre Ingram (2010)

## Klubowi liderzy statystyczni
Liczba punktów – sezon zasadniczy
| #                              | Zawodnik          | Lata gry                  | Średnia | Mecze | Razem |
| ------------------------------ | ----------------- | ------------------------- | ------- | ----- | ----- |
| 1                              | Andre Ingram      | 2007–2011 (4)             | 10,6    | 198   | 2098  |
| 2                              | Kevin Kruger      | 2007–2011 (4)             | 13,4    | 124   | 1656  |
| 3                              | Orien Greene      | 2009–2011 (2)             | 16,5    | 87    | 1435  |
| 4                              | Brian Hamilton    | 2007–2008 / 2009–2011 (3) | 9,2     | 135   | 1239  |
| 5                              | Dontell Jefferson | 2008–2011 (3)             | 17,5    | 69    | 1208  |
| Stan: koniec rozgrywek 2012/13 |                   |                           |         |       |       |

Liczba zbiórek – sezon zasadniczy
| #                              | Zawodnik       | Lata gry                  | Średnia | Mecze | Razem |
| ------------------------------ | -------------- | ------------------------- | ------- | ----- | ----- |
| 1                              | Brian Hamilton | 2007–2008 / 2009–2011 (3) | 4,9     | 135   | 659   |
| 2                              | Andre Ingram   | 2007–2011 (4)             | 3,1     | 198   | 608   |
| 3                              | Carlos Wheeler | 2008–2010 (2)             | 6,3     | 93    | 583   |
| 4                              | Bennet Davis   | 2008–2011 (3)             | 5,2     | 107   | 557   |
| 5                              | Brian Jackson  | 2007–2010 (3)             | 5,2     | 91    | 477   |
| Stan: koniec rozgrywek 2012/13 |                |                           |         |       |       |

Liczba asyst – sezon zasadniczy
| #                              | Zawodnik          | Lata gry                  | Średnia | Mecze | Razem |
| ------------------------------ | ----------------- | ------------------------- | ------- | ----- | ----- |
| 1                              | Kevin Kruger      | 2007–2011 (4)             | 5,5     | 124   | 682   |
| 2                              | Dontell Jefferson | 2008–2011 (3)             | 5,4     | 69    | 375   |
| 3                              | Orien Greene      | 2009–2011 (2)             | 4,1     | 87    | 358   |
| 4                              | Andre Ingram      | 2007–2011 (4)             | 1,7     | 198   | 336   |
| 5                              | Brian Hamilton    | 2007–2008 / 2009–2011 (3) | 1,9     | 135   | 255   |
| Stan: koniec rozgrywek 2012/13 |                   |                           |         |       |       |